# Purusottampur
Purusottampur là một thị xã và là nơi đặt ủy ban khu vực quy hoạch (notified area committee) của quận Ganjam thuộc bang Orissa, Ấn Độ.

## Nhân khẩu
Theo điều tra dân số năm 2001 của Ấn Độ, Purusottampur có dân số 14.249 người. Phái nam chiếm 51% tổng số dân và phái nữ chiếm 49%. Purusottampur có tỷ lệ 61% biết đọc biết viết, cao hơn tỷ lệ trung bình toàn quốc là 59,5%: tỷ lệ cho phái nam là 71%, và tỷ lệ cho phái nữ là 50%. Tại Purusottampur, 13% dân số nhỏ hơn 6 tuổi.